# Piodermite

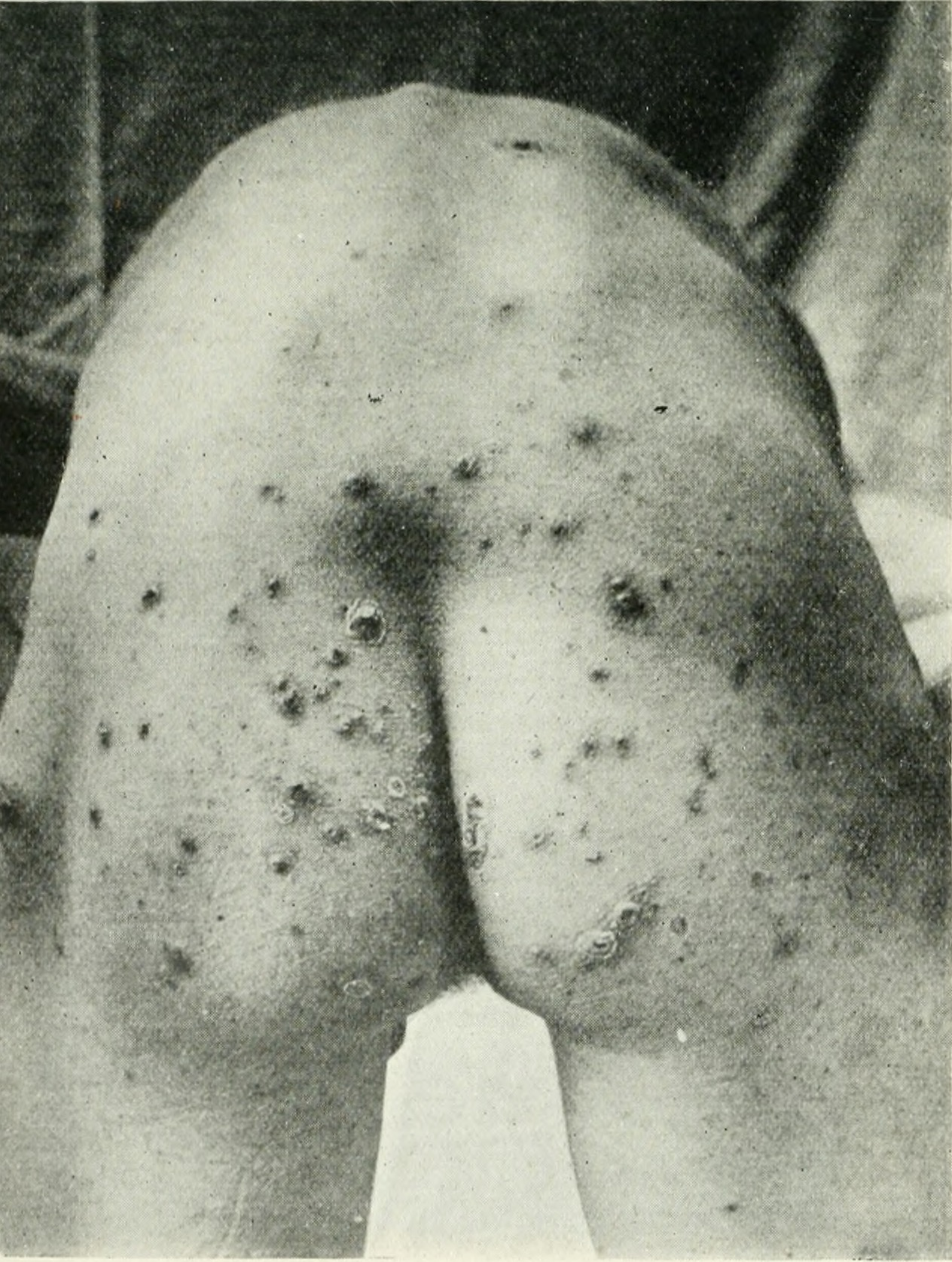
Piodermite

Le piodermiti sono dermatiti causate da batteri piogeni, quali streptococchi e stafilococchi. S'innestano sovente su precedenti dermatosi e traumi cutanei.

## Epidemiologia
La piodermite colpisce principalmente in bambini piccoli (2-5 anni) con scarsa igiene personale o dovuta alla puntura di insetti (es. zanzare). Si manifesta soprattutto durante i mesi caldi e umidi dell'estate.

## Eziopatogenesi
L'infezione s'inizia quando la pelle è colonizzata dallo Streptococcus pyogenes, in séguito a contatto diretto con persone o con oggetti infetti, dopo di che il microrganismo s'introduce nei tessuti sottocutanei attraverso una lesione della pelle.

## Clinica
Si tratta di un'infezione circoscritta purulenta della pelle che colpisce principalmente aree esposte (per es. viso, braccia, gambe).
Inizialmente si sviluppano vescicole, che diventano pustole, e in séguito si rompono e formano croste. I linfonodi regionali si possono ingrossare, ma i segni sistemici d'infezioni sono rari. È tipica la diffusione secondaria dell'infezione causata dal grattamento.